# Negash
Negash (so in Tigrinya, amharisch Negus, äthiop. ንጉሥ, Herrscher bzw. Beherrscher) ist ein Würdenträgertitel im kaiserlichen Äthiopien.

## Negash (allgemein)
siehe auch: Negus
Negash war seit dem 15. Jahrhundert einer der höchsten vom Kaiser von Äthiopien verliehenen Würdenträgertitel. Ein Negash besaß eine dem Kaiser ähnliche Autorität. Der Titel wurde den Verwaltern der wichtigsten Gebiete verliehen. So führten die Verwalter Nordäthiopiens (Baher Negash) sowie die Verwalter der  Provinzen Damot (Damot Negash) und Gojam (Gojam Negash) den Titel. Nach jahrzehntelangen Kämpfen der Baher Negash gegen die Kaiser Minas (1559–1563) und Sarsa Dengel (1563–1597) schaffte Kaiser Sarsa Dengel nach seinem Sieg den Titel des Baher Negash im Jahr 1590 ab. In der Folge verlor der Titel des Negash besonders seit dem 18. Jahrhundert an Bedeutung und wurde im 19. Jahrhundert nur noch als Ehrentitel an die Verwalter kleinerer Gebiete verliehen.

## Baher Negash
Der Baher Negash (ባሕር ንጉሥ, auch Bahre Negash oder Bahr Negash  – Herrscher des Meeres bzw. Beherrscher des Meeres) war ursprünglich nach dem Kaiser einer der höchsten Würdenträger im frühen kaiserlichen Äthiopien und ging im 15. Jahrhundert aus dem Würdenträgertitel des Melake Baher hervor.
Den Titel trug der Herrscher Nordäthiopiens, etwa auf dem Gebiet des heutigen Eritrea und in Teilen von Tigre. Der Baher Negash kontrollierte in seinem Herrschaftsbereich den Zugang Äthiopiens zum Roten Meer sowie die nordäthiopischen Handelswege.
Kaiser Zara Yaqob (1434–1468) erweiterte den Herrschaftsbereich des Baher Negash erheblich um weitere Gebiete im nördlichen Äthiopien. Dessen Nachfolger, Kaiser Ba’eda Mariam (1468–1478), verlieh den Titel auch an die kaiserlichen Verwalter von Angot (Zentraläthiopien) und Qedda. In Zeiten mit schwacher kaiserlicher Zentralmacht, vor allem im 15. und 16. Jahrhundert, regierte der Baher Negash praktisch wie ein selbstständiger Herrscher. Mitunter versuchte der jeweilige Baher Negash dann die Schwäche der Kaiser auszunutzen, um sich mit seinem Herrschaftsbereich unabhängig zu machen.
So stellte sich ab 1560 der Baher Negash Yishaq an die Spitze bedeutender antikaiserlicher Verschwörungen gegen die Kaiser Minas und Sarsa Dengel. In seinem Kampf gegen die Kaiser verbündete sich Baher Negash Yishaq auch mit den Osmanen. 1578 erlitten die separatistischen Nordäthiopier und die mit ihnen verbündeten Osmanen eine vernichtende Niederlage. Der Baher Negash Yishaq fiel in der Entscheidungsschlacht. Zwar konnte der Kaiser seine Machtposition im Norden stärken, aber es gelang ihm noch nicht, die Einheit seines Reiches herzustellen.
Für einige Jahre blieb die Würde des Baher Negash nach Yishaqs Tod vakant. Das Machtvakuum ausnutzend, verliehen die Osmanen den Titel schließlich an ihren Vasallen Welde Isum. Erst 1589 nach Niederlage und Tod des Baher Negash Welde Isum konnte Kaiser Sarsa Dengel seine Macht in Nordäthiopien festigen.
Der Kaiser schaffte um 1590 nach seinem Sieg den Titel des Baher Negash für den Herrscher der nordäthiopischen Gebiete ab und setzte stattdessen einen kaiserlichen Verwalter mit der Würde eines Welde Negus ein.